# Philippe Vorbe
Philippe Vorbe (Puerto Príncipe; 14 de septiembre de 1947) es un exfutbolista internacional haitiano que jugó como mediocampista antes de convertirse en entrenador.
Convertido en analista deportivo, se convirtió en el primer jugador haitiano en ingresar al salón de la fama de la Concacaf al ser homenajeado el 11 de junio de 2018 por Victor Montagliani, presidente de la confederación.

## Trayectoria
Comenzó su carrera con Violette en 1965. Tuvo la oportunidad de jugar dos temporadas en Estados Unidos (1967 y 1968), con los Generales de Nueva York, donde disputó 14 partidos (5 en NPSL y 9 en NASL), marcando dos goles en total.
Regresó al país en 1969 para seguir con Violette, donde se retiró en 1976 y fue su entrenador años después.

## Selección nacional
Gran estrella de la selección haitiana, fue internacional de 1965 a 1976, tuvo 47 apariciones e hizo cuatro goles.
Aparece en el grupo de seleccionados en el Mundial de 1974, donde disputó los tres encuentros de su selección (eliminada en la primera ronda) contra Italia, Polonia y Argentina. Se distinguió ante los italianos al entregar un pase decisivo a su compañero Emmanuel Sanon cuyo gol puso fin a una racha de 12 partidos con la portería invicta del legendario portero azzurro Dino Zoff.

### Participaciones en Copas del Mundo
| Mundial                        | Sede     | Resultado    |
| ------------------------------ | -------- | ------------ |
| Copa Mundial de Fútbol de 1974 | Alemania | Primera fase |

## Clubes
| Club              | País           | Año       |
| ----------------- | -------------- | --------- |
| Violette          | Haití          | 1965-1967 |
| New York Generals | Estados Unidos | 1967-1968 |
| Violette          | Haití          | 1969-1976 |

## Palmarés

### Títulos internacionales
| Título                                | Equipo | Sede  | Año  |
| ------------------------------------- | ------ | ----- | ---- |
| Campeonato de Naciones de la Concacaf | Haití  | Haití | 1973 |

### Distinciones individuales
| Distinción                                              | Año  |
| ------------------------------------------------------- | ---- |
| Mejor jugador del Campeonato de Naciones de la Concacaf | 1971 |